# Vesiloo saar
Vesiloo saar är en ö i Estland.   Den ligger i landskapet Saaremaa (Ösel), i den västra delen av landet, 200 km sydväst om huvudstaden Tallinn. Arean är 3,3 kvadratkilometer.